# Fabian Holthaus
Fabian Holthaus est un footballeur allemand né le 17 janvier 1995 à Hamm qui évolue au poste de défenseur au Rot-Weiss Oberhausen.

## Biographie
Il remporte le championnat d'Europe des moins de 19 ans 2014 avec la sélection allemande.

## Carrière
- 2013-201. : VfL Bochum ( Allemagne)[1]

## Palmarès
- Vainqueur du championnat d'Europe des moins de 19 ans 2014 avec la sélection allemande
- Vainqueur de la 3.Bundesliga avec le Dynamo Dresde